# Bonnet (scaphandre)
Pour les articles homonymes, voir Bonnet.

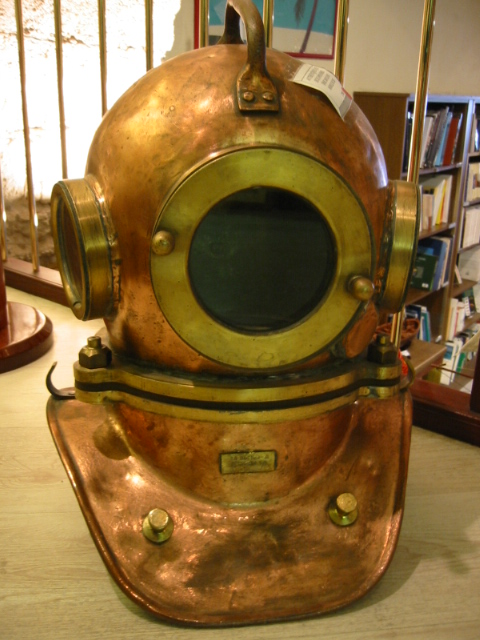
Casque scaphandre à trois boulons. Le bonnet est la partie supérieure, couvrant la tête du scaphandrier.

Le bonnet est, dans les anciens scaphandres à casque, la partie métallique qui couvre et protège la tête du scaphandrier. Le bonnet se fixe sur la pèlerine par le biais de boulons, ou bien en se vissant sur elle.

## Historique
Dans les années 1830, Augustus Siebe conçut un scaphandre étanche. Une connaissance de Siebe, du nom de George Ewards, lui proposa alors de séparer le casque du scaphandre en deux parties, la pèlerine et le bonnet. La pèlerine était fixée à la « peau de bouc » (la combinaison étanche) et laissait passer la tête du scaphandrier par une ouverture sur laquelle se fixait à son tour, par le biais de boulons, le bonnet, le casque à proprement parler. Ceci facilitait la tâche au scaphandrier au moment d'enfiler son scaphandre tout en permettant de conserver l'étanchéité de l'ensemble. Plus tard, dans le cas de certains scaphandres conçus pour les faibles profondeurs, le bonnet fut vissé directement dans la pèlerine (comme dans les scaphandres de type Lerios).